# Миндальное

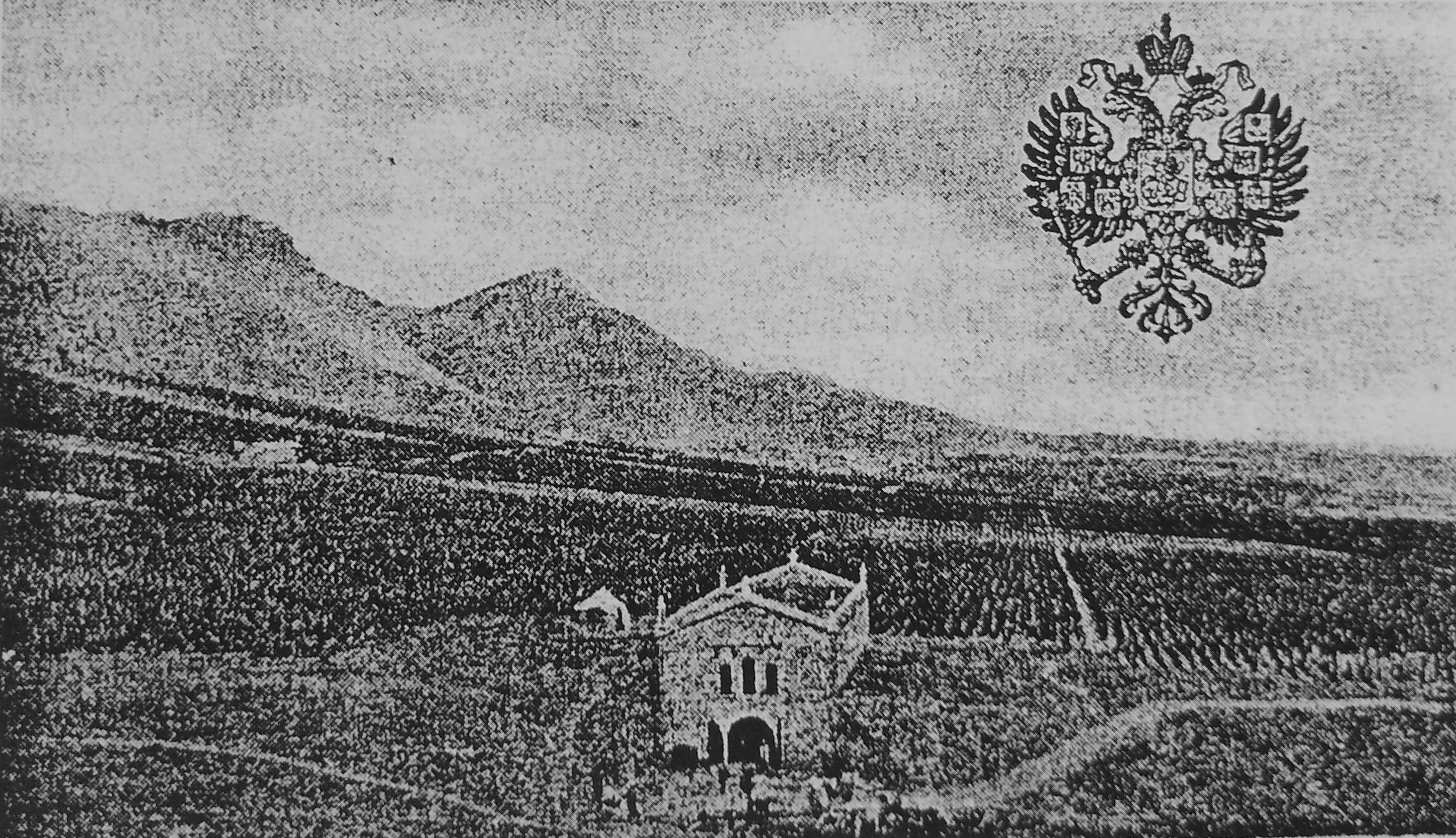
Вид винодельни в Архадерессе с этикетки вина Л.С. Голицына, ок. 1900 г.

Минда́льное (ранее Арка́-Дереси́; укр. Миндальне, крымскотат. Arqa Deresi) — село на юго-востоке Крыма. Входит в Городской округ Судак Республики Крым (согласно административно-территориальному делению Украины — Солнечнодолинский сельский совет Судакского горсовета Автономной Республики Крым).

## Население
| 2001 | 2014 |
| ---- | ---- |
| 6    | ↗143 |

### Динамика численности
| - 1902 год — 64 чел. - 1926 год — 13 чел. - 1939 год — 89 чел. - 1989 год — 8 чел. | - 2001 год — 6 чел. - 2009 год — 12 чел. - 2014 год — 143 чел. |

## Современное состояние
На 2018 год в Миндальном числится 7 улиц, 9 переулков и садовое товарищество, к которому, видимо, улицы и относятся, поскольку согласно Яндекс-картам в селе 1 улица — Миндальная; на 2009 год, по данным сельсовета, село занимало площадь 536,3 гектара на которой, в 7 дворах, проживало 12 человек. Главное предприятие села — завод розлива и выдержки марочных вин винкомбината «Солнечная Долина». Миндальное связано автобусным сообщением с Судаком и соседними населёнными пунктами.
Историческое название села и местности, в которой оно расположено Арка-Дереси, что в переводе с крымскотатарского языка означает «задняя балка» (крымскотат. arqa — задняя часть чего-либо, dere — ущелье, балка).

## География
Миндальное расположено в центральной части территории горсовета, на северных склонах горного массива Меганом, на склонах балки Текиль-Таш, правом притоке реки Туклузка, высота центра села над уровнем моря 134 м. Расстояние до Судака около 11 километров (по шоссе), ближайшая железнодорожная станция — Феодосия — примерно в 48 километрах. Транспортное сообщение осуществляется по региональной автодороге 35Н-597 Судак — Миндальное — Солнечная Долина (по украинской классификации — С-0-11515).

## История
Винодельческое хозяйство Архадересе строилось с 1893 по 1895 годы. Как населённый пункт впервые в доступных источниках встречается в «…Памятной книжке Таврической губернии на 1902 год», согласно которой в имении князя Горчакова Архадересе Таракташской волости Феодосийского уезда, входившей в Токлукское сельское общество, числилось 64 жителя в 1 домохозяйстве.
При Советской власти, по постановлению Крымревкома от 8 января 1921 года была упразднена волостная система, а на базе национализированного имения был создан совхоз, который включили в состав нового Феодосийского уезда, а в октябре 1923 года — вновь образованого Судакского района. Согласно Списку населённых пунктов Крымской АССР по Всесоюзной переписи 17 декабря 1926 года, в совхозе Арха-Дереси, Токлукского сельсовета Судакского района, числилось 9 дворов, все крестьянские, население составляло 13 человек. В национальном отношении учтено 5 татар, 5 русских, 3 украинца. В путеводителе 1929 года «Крым» также упоминается совхоз. По данным всесоюзной переписи населения 1939 года в селе проживало 89 человек.
С 25 июня 1946 года Арка-Дереси в составе Крымской области РСФСР, а 26 апреля 1954 года Крымская область была передана из состава РСФСР в состав УССР. К 1960 году Архедерес переименован в Миндальное (согласно справочнику «Крымская область. Административно-территориальное деление на 1 января 1968 года» — в период с 1954 по 1968 годы. Время включения в Лагерновский сельсовет пока не установлено: на 15 июня 1960 года Миндальное уже в его составе. Указом Президиума Верховного Совета УССР «Об укрупнении сельских районов Крымской области», от 30 декабря 1962 года Судакский район был упразднён и село включили в состав Алуштинского района. 1 января 1965 года, указом Президиума ВС УССР «О внесении изменений в административное районирование УССР — по Крымской области» Миндальное предано в состав Феодосийского горсовета. В 1979 году был воссоздан Судакский район и село передали в его состав. По данным переписи 1989 года в селе проживало 8 человек. С 12 февраля 1991 года посёлок в восстановленной Крымской АССР. Постановлением Верховного Совета Автономной Республики Крым от 9 июля 1991 года Судакский район был ликвидирован, создан Судакский горсовет, которому переподчинили село. 26 февраля 1992 года Крымская АССР переименована в Автономную Республику Крым. Постановлением Верховной Рады Автономной Республики Крым № 876-5/08 от 21 мая 2008 года посёлок Миндальное Солнечнодолинского сельского совета отнесен к категории сёл. С 21 марта 2014 года в составе Крыма аннексировано Россией, с 5 июня 2014 года в Городском округе Судак.